# Wernstein am Inn
Wernstein am Inn è un comune austriaco di 1 526 abitanti nel distretto di Schärding, in Alta Austria.

## Monumenti e luoghi d'interesse
- Chiesa parrocchiale di San Giorgio, chiesa tardo-gotica a navata unica, ha subito parecchi rimaneggiamenti nel corso dei secoli;
- Rocca di Wernstein, castello fortificato su una roccia sporgente sul fiume Inn, risalente al XII secolo;
- Castello di Zwickledt, castello di origini incerte, citato nel 1576, appartenente originariamente ai signori di Neuburg am Inn;
- Mariensäule, ovvero Colonna dell'Immacolata, una colonna votiva con in cima la statua dell'Immacolata Concezione, eretta a Vienna su disposizione di Ferdinando III d'Asburgo nel 1647 e traslata a Wernstein circa vent'anni dopo, opera dei fratelli Tobias Pock e Johann Jacob Pock.